# Kosewo (gmina Nasielsk)
Kosewo – wieś sołecka w Polsce położona w województwie mazowieckim, w powiecie nowodworskim, w gminie Nasielsk.
| SIMC    | Nazwa               | Rodzaj    |
| ------- | ------------------- | --------- |
| 0120081 | Kosewo Dworskie     | część wsi |
| 0120098 | Kosewo Włościańskie | część wsi |

## Położenie
Kosewo leży na Wysoczyźnie Ciechanowskiej, na zachód od Nasielska. Przez teren wsi przebiega linia kolejowa Warszawa-Gdańsk, a najbliższe stacje kolejowe to Nasielsk i Kątne.

## Historia
Wieś wcześniej nazywała się Kossewo, a w skład miejscowych dóbr wchodziły okoliczne wsi, m.in. Mokrzyce (Mokrzyce Dworskie, Mokrzyce Włościańskie), Chlebiotki, Malczyn. W 1827 liczyła 112 mieszkańców. Wchodziła w skład parafii w Nasielsku.
W latach 1975–1998 miejscowość należała administracyjnie do województwa ciechanowskiego.

## Zabytki
W Kosewie zachował się zespół dworski z II połowy XIX wieku, obejmujący dwór oraz park.